# Lia (Malta)
Lia (in maltese Ħal Lija
; in italiano storico anche Casal Lia) è un piccolo villaggio situato approssimativamente nel centro dell'isola di Malta.
Ha una parrocchia, dedicata a San Salvatore, e tre piccole cappelle. È rinomata per i suoi notevoli fuochi d'artificio. Inoltre la sede della residenza studentesca dell'Università di Malta è situata in questa cittadina che dista circa 4 km dal Campus.
Lo scrittore inglese Anthony Burgess, autore del romanzo Arancia meccanica (A Clockwork Orange) da cui è stato tratto l'omonimo film, ha vissuto a Lija  per tre anni, includendo Malta tra le tappe del suo famoso ciclo di romanzi Trilogia maltese.